# Liste der Mitglieder des Coburger Landtags (9. Wahlperiode)
Diese Liste nennt die Mitglieder des Coburger Landtags in seiner 9. Wahlperiode (1857–1860). Die Wahl fand im November/Dezember 1856 statt. Bei der Wahlprüfung wurden die Wahlen im fünften und neunten Wahlbezirk für ungültig erklärt.
| Wahlbezirk                 | Name                            | Stand                   | Ort        | Anmerkung                       |
| -------------------------- | ------------------------------- | ----------------------- | ---------- | ------------------------------- |
| I                          | Leopold Oberländer              | Oberbürgermeister       | Coburg     | Präsident                       |
| II                         |                                 |                         |            | Stellvertretender Schriftführer |
| III                        | Dr. Carl Christian Ehrhard Otto | Amtskommissär           |            | Schriftführer                   |
| IV                         | Andreas Schramm                 | Schultheiß              | Buchenrod  |                                 |
| data-sort-value="-"\| N.N. |                                 |                         |            |                                 |
| VI                         | Glaser                          |                         |            | Stellvertretender Präsident     |
| VII                        | Johann Nicol Höhn               | Schultheiß              | Weeder     |                                 |
| VIII                       | Dr. Ludwig Rückert              | Amtskommissär und Notar | Coburg     |                                 |
| IX                         | N.N.                            |                         |            |                                 |
| X                          | Johann Stegner                  | Ökonom                  | Frohnlach  |                                 |
| XI                         | Eduard Müller                   | Bürgermeister           | Königsberg |                                 |